# Wahlkreis Gard IV
Der Wahlkreis Gard IV ist seit 1958 ein Wahlkreis für die Wahlen zur Nationalversammlung im Département Gard in Frankreich.
Der Wahlkreisbereich umfasst die Kantone  Alès-2, Alès-3, Pont-Saint-Esprit
sowie die Gemeinden   Barjac, Lussan, Saint-Ambroix, Saint-Chaptes und Vézénobres.

## Abgeordnete des Wahlkreises
| Legislatur- periode | Gewählt | Gewählt         | Partei                  |
| ------------------- | ------- | --------------- | ----------------------- |
| 14.                 |         | Fabrice Verdier | Parti socialiste        |
| 15.                 |         | Annie Chapelier | La République en Marche |
| 16.                 |         | Pierre Meurin   | RN                      |

## Wahlergebnisse

### Parlamentswahl 2002
| Kandidaten                                                            | Kandidaten           | Parteien                                          | 1. Wahlgang | 1. Wahlgang | 2. Wahlgang | 2. Wahlgang |
| Kandidaten                                                            | Kandidaten           | Parteien                                          | Stimmen     | %           | Stimmen     | %           |
| --------------------------------------------------------------------- | -------------------- | ------------------------------------------------- | ----------- | ----------- | ----------- | ----------- |
|                                                                       | Max Roustangewählt   | UMP – Union pour la majorité présidentielle       | 17.876      | 34,4        | 25.625      | 52,2        |
|                                                                       | Patrick Malavieille  | COM – Parti communiste français                   | 11.738      | 22,6        | 23.475      | 47,8        |
|                                                                       | Jean-Louis Bastid    | FN – Front national                               | 7.514       | 14,5        |             |             |
|                                                                       | Chantal Vinot        | SOC – Parti socialiste                            | 7.302       | 14,0        |             |             |
|                                                                       | Pierre Aubert        | CPNT – Chasse, pêche, nature, traditions          | 1.111       | 2,1         |             |             |
|                                                                       | André Roudil         | MNR – Mouvement national républicain              | 986         | 1,9         |             |             |
|                                                                       | Armand Estève        | EXD – Défendons la chasse et nos traditions       | 646         | 1,2         |             |             |
|                                                                       | Francis Pantel       | LCR – Ligue communiste révolutionnaire            | 603         | 1,2         |             |             |
|                                                                       | Daniel Lauriol       | DVD – Union pour la démocratie française          | 578         | 1,1         |             |             |
|                                                                       | Jean-Pierre Barrière | PREP – Pôle républicain                           | 536         | 1,0         |             |             |
|                                                                       | Sabine Robert-Noyon  | VEC – Les Verts                                   | 512         | 1,0         |             |             |
|                                                                       | Jean-Louis Estève    | LO – Lutte Ouvrière                               | 511         | 1,0         |             |             |
|                                                                       | Paula Lois           | DIV – Unabh.                                      | 461         | 0,9         |             |             |
|                                                                       | Brigitte Ritter      | DIV – Le Trèfle                                   | 375         | 0,7         |             |             |
|                                                                       | Aziz Ayad            | DIV – Unabh.                                      | 302         | 0,6         |             |             |
|                                                                       | Christian Stryhanin  | MPF – Mouvement pour la France                    | 246         | 0,5         |             |             |
|                                                                       | Jean-Louis Fiole     | EXG – Les Alternatifs                             | 228         | 0,4         |             |             |
|                                                                       | Fabien Bickel        | ECO – Renouveau écologique                        | 153         | 0,3         |             |             |
|                                                                       | Philippe Mangano     | EXG – Parti des travailleurs                      | 127         | 0,2         |             |             |
|                                                                       | Sylvain Dworczak     | ECO – Confédération des écologistes indépendants  | 127         | 0,2         |             |             |
|                                                                       | Joelle Di-Guglielmo  | DIV – Génération écologie                         | 91          | 0,2         |             |             |
|                                                                       | Christiane Düh       | DVD – Centre national des indépendants et paysans | 60          | 0,1         |             |             |
|                                                                       | Yvette Gayraud       | ECO – Mouvement écologiste indépendant            | 1           | 0,0         |             |             |
| Gesamt                                                                | Gesamt               | Gesamt                                            | 51.984      | 100         | 49.100      | 100         |
|                                                                       |                      |                                                   |             |             |             |             |
| Ungültige Stimmen                                                     | Ungültige Stimmen    | Ungültige Stimmen                                 | 1.332       | 2,5         | 2.708       | 5,2         |
| Wähler                                                                | Wähler               | Wähler                                            | 53.316      | 66,8        | 51.808      | 65,0        |
| Wahlberechtigte                                                       | Wahlberechtigte      | Wahlberechtigte                                   | 79.795      |             | 79.749      |             |
|                                                                       |                      |                                                   |             |             |             |             |
| Quellen: Innenministerium, Ergebnis – Assemblée nationale, Kandidaten |                      |                                                   |             |             |             |             |

### Parlamentswahl 2007
| Kandidaten               | Kandidaten               | Parteien                                                      | 1. Wahlgang | 1. Wahlgang | 2. Wahlgang | 2. Wahlgang |
| Kandidaten               | Kandidaten               | Parteien                                                      | Stimmen     | %           | Stimmen     | %           |
| ------------------------ | ------------------------ | ------------------------------------------------------------- | ----------- | ----------- | ----------- | ----------- |
|                          | Max Roustangewählt       | UMP – Union pour un mouvement populaire                       | 23.829      | 44,6        | 28.106      | 53,1        |
|                          | Patrick Malavieille      | COM – Parti communiste français                               | 11.570      | 21,7        | 24.778      | 46,9        |
|                          | Chantal Vinot            | SOC – Parti socialiste                                        | 7.057       | 13,2        |             |             |
|                          | Prisca Vicat             | FN – Front national                                           | 2.753       | 5,2         |             |             |
|                          | Jean-Louis Haon          | UDFD – Union pour la démocratie française/Mouvement démocrate | 2.359       | 4,4         |             |             |
|                          | Daniel Angot             | EXG – Ligue communiste révolutionnaire                        | 1.425       | 2,7         |             |             |
|                          | Béatrice Bernard-Chamson | VEC – Les Verts                                               | 1.028       | 1,9         |             |             |
|                          | Lucile Ravel             | CPNT – Chasse, pêche, nature, traditions                      | 732         | 1,4         |             |             |
|                          | Paula Lois               | ECO – Le Trèfle – MHAN                                        | 725         | 1,4         |             |             |
|                          | Marie-France Roche       | EXG – Lutte Ouvrière>                                         | 405         | 0,8         |             |             |
|                          | Vincent Rivet-Martel     | DIV – Unabh.                                                  | 344         | 0,6         |             |             |
|                          | Christine Pégout-Maret   | MPF – Mouvement pour la France                                | 342         | 0,6         |             |             |
|                          | Jean-Marie Gérard        | EXD – Mouvement national républicain                          | 291         | 0,5         |             |             |
|                          | Élie Bot                 | EXG – Parti des travailleurs                                  | 272         | 0,5         |             |             |
|                          | Nathalie Viellefon       | REG – Unabh.                                                  | 141         | 0,3         |             |             |
|                          | Khadidja Naga            | DIV – Unabh.                                                  | 132         | 0,2         |             |             |
| Gesamt                   | Gesamt                   | Gesamt                                                        | 53.405      | 100         | 52.884      | 100         |
|                          |                          |                                                               |             |             |             |             |
| Ungültige Stimmen        | Ungültige Stimmen        | Ungültige Stimmen                                             | 885         | 1,6         | 1.991       | 3,6         |
| Wähler                   | Wähler                   | Wähler                                                        | 54.290      | 63,5        | 54.875      | 64,2        |
| Wahlberechtigte          | Wahlberechtigte          | Wahlberechtigte                                               | 85.477      |             | 85.468      |             |
|                          |                          |                                                               |             |             |             |             |
| Quelle: Innenministerium |                          |                                                               |             |             |             |             |

### Parlamentswahl 2012
| Kandidaten               | Kandidaten             | Parteien                                             | 1. Wahlgang | 1. Wahlgang | 2. Wahlgang | 2. Wahlgang |
| Kandidaten               | Kandidaten             | Parteien                                             | Stimmen     | %           | Stimmen     | %           |
| ------------------------ | ---------------------- | ---------------------------------------------------- | ----------- | ----------- | ----------- | ----------- |
|                          | Fabrice Verdiergewählt | SOC – Parti socialiste                               | 16.130      | 29,5        | 27.274      | 52,1        |
|                          | Max Roustan            | UMP – Union pour un mouvement populaire              | 17.048      | 31,2        | 25.079      | 47,9        |
|                          | Hélène Zouroudis       | FN – Front national                                  | 10.689      | 19,6        |             |             |
|                          | Édouard Chaulet        | FG – Front de gauche (Parti communiste français)     | 8.350       | 15,3        |             |             |
|                          | Odile Veillerette      | VEC – Europe Écologie-Les Verts                      | 641         | 1,2         |             |             |
|                          | Isabelle Brion         | ECO – Le Trèfle – Mouvement hommes animaux nature    | 544         | 1,0         |             |             |
|                          | Denise Ponge           | EXD – Union de la droite nationale (PdF – MNR – NDP) | 473         | 0,9         |             |             |
|                          | Murielle Lordelot      | DVD – Debout la République                           | 259         | 0,5         |             |             |
|                          | Sophie Pasqualini      | EXG – Nouveau Parti anticapitaliste                  | 169         | 0,3         |             |             |
|                          | Patrice Ciuti          | EXG – Lutte Ouvrière                                 | 167         | 0,3         |             |             |
|                          | Vincent Rivet Martel   | ECO – Alliance écologiste indépendante               | 100         | 0,2         |             |             |
|                          | Pascal Imbert          | REG – Unabh.                                         | 94          | 0,2         |             |             |
| Gesamt                   | Gesamt                 | Gesamt                                               | 54.664      | 100         | 52.353      | 100         |
|                          |                        |                                                      |             |             |             |             |
| Ungültige Stimmen        | Ungültige Stimmen      | Ungültige Stimmen                                    | 732         | 1,3         | 1.941       | 3,6         |
| Wähler                   | Wähler                 | Wähler                                               | 55.396      | 63,2        | 54.294      | 61,9        |
| Wahlberechtigte          | Wahlberechtigte        | Wahlberechtigte                                      | 87.721      |             | 87.722      |             |
|                          |                        |                                                      |             |             |             |             |
| Quelle: Innenministerium |                        |                                                      |             |             |             |             |

### Parlamentswahl 2017
| Kandidaten               | Kandidaten             | Parteien                               | 1. Wahlgang | 1. Wahlgang | 2. Wahlgang | 2. Wahlgang |
| Kandidaten               | Kandidaten             | Parteien                               | Stimmen     | %           | Stimmen     | %           |
| ------------------------ | ---------------------- | -------------------------------------- | ----------- | ----------- | ----------- | ----------- |
|                          | Annie Chapeliergewählt | REM – La République en marche          | 10.661      | 24,4        | 20.027      | 58,2        |
|                          | Brigitte Roullaud      | FN – Front national                    | 9.364       | 21,4        | 14.375      | 41,8        |
|                          | Fabrice Verdier        | SOC – Parti socialiste                 | 7.211       | 16,5        |             |             |
|                          | Lucie Rousselou        | FI – La France insoumise               | 5.427       | 12,4        |             |             |
|                          | Valérie Meunier        | LR – Les Républicains                  | 4.991       | 11,4        |             |             |
|                          | Claude Cerpedes        | COM – Parti communiste français        | 3.007       | 6,9         |             |             |
|                          | Dirk Offringa          | ECO – Europe Écologie-Les Verts        | 667         | 1,5         |             |             |
|                          | Rose-Marie Cohen       | ECO – Unabh.                           | 605         | 1,4         |             |             |
|                          | Marie-Noëlle Bidin     | DIV – Union populaire républicaine     | 341         | 0,8         |             |             |
|                          | Patrice Ciuti          | EXG – Lutte Ouvrière                   | 323         | 0,7         |             |             |
|                          | Christophe Gache       | DVG – Mouvement républicain et citoyen | 298         | 0,7         |             |             |
|                          | Thierry Tournaire      | ECO – Parti animaliste                 | 276         | 0,6         |             |             |
|                          | Rachid Nekaa           | DVD – Unabh.                           | 180         | 0,4         |             |             |
|                          | Sylvie Barbe           | ECO – Unabh.                           | 164         | 0,4         |             |             |
|                          | Didier Bonneaud        | ECO – Unabh.                           | 164         | 0,4         |             |             |
| Gesamt                   | Gesamt                 | Gesamt                                 | 43.679      | 100         | 34.402      | 100         |
|                          |                        |                                        |             |             |             |             |
| Leere Stimmzettel        | Leere Stimmzettel      | Leere Stimmzettel                      | 842         | 1,9         | 3.540       | 9,0         |
| Ungültige Stimmzettel    | Ungültige Stimmzettel  | Ungültige Stimmzettel                  | 331         | 0,7         | 1.288       | 3,3         |
| Wähler                   | Wähler                 | Wähler                                 | 44.852      | 49,2        | 39.230      | 43,1        |
| Wahlberechtigte          | Wahlberechtigte        | Wahlberechtigte                        | 91.109      |             | 91.103      |             |
|                          |                        |                                        |             |             |             |             |
| Quelle: Innenministerium |                        |                                        |             |             |             |             |

### Parlamentswahl 2022
| Kandidaten               | Kandidaten                | Parteien                                                                   | 1. Wahlgang | 1. Wahlgang | 2. Wahlgang | 2. Wahlgang |
| Kandidaten               | Kandidaten                | Parteien                                                                   | Stimmen     | %           | Stimmen     | %           |
| ------------------------ | ------------------------- | -------------------------------------------------------------------------- | ----------- | ----------- | ----------- | ----------- |
|                          | Pierre Meuringewählt      | RN – Rassemblement National                                                | 13.648      | 30,6        | 22.155      | 54,2        |
|                          | Arnaud Bord               | NUP – Nouvelle union populaire écologique et sociale (La France insoumise) | 11.870      | 26,6        | 18.749      | 45,8        |
|                          | Philippe Ribot            | ENS – Ensemble ! (La République en marche)                                 | 9.637       | 21,6        |             |             |
|                          | Aurélie Wagner            | REC – Reconquête                                                           | 2.046       | 4,6         |             |             |
|                          | Jean-Pierre de Faria      | DVD – Unabh.                                                               | 1.631       | 3,7         |             |             |
|                          | Valérie Martre            | UDI – Union des démocrates et indépendants                                 | 1.400       | 3,1         |             |             |
|                          | Nadine Schuster           | ECO – Unabh.                                                               | 1.043       | 2,3         |             |             |
|                          | Dominique Richard-Passieu | DVC – Résistons !                                                          | 864         | 1,9         |             |             |
|                          | Jérôme Garcia             | DXG – Lutte Ouvrière                                                       | 691         | 1,5         |             |             |
|                          | Denis Biais               | DSV – Unabh.                                                               | 669         | 1,5         |             |             |
|                          | Gaël Girard               | DVD – Unabh.                                                               | 615         | 1,4         |             |             |
|                          | Stéphanie Bienkowski      | ECO – Parti animaliste                                                     | 468         | 1,0         |             |             |
|                          | Stéphane Napoli           | DIV – Unabh.                                                               | 82          | 0,2         |             |             |
| Gesamt                   | Gesamt                    | Gesamt                                                                     | 44.664      | 100         | 40.904      | 100         |
|                          |                           |                                                                            |             |             |             |             |
| Leere Stimmzettel        | Leere Stimmzettel         | Leere Stimmzettel                                                          | 699         | 1,5         | 3.625       | 7,9         |
| Ungültige Stimmzettel    | Ungültige Stimmzettel     | Ungültige Stimmzettel                                                      | 259         | 0,6         | 1.260       | 2,8         |
| Wähler                   | Wähler                    | Wähler                                                                     | 45.622      | 48,3        | 45.789      | 48,5        |
| Wahlberechtigte          | Wahlberechtigte           | Wahlberechtigte                                                            | 94.361      |             | 94.343      |             |
|                          |                           |                                                                            |             |             |             |             |
| Quelle: Innenministerium |                           |                                                                            |             |             |             |             |

### Parlamentswahl 2024
| Kandidaten               | Kandidaten            | Parteien                                        | 1. Wahlgang | 1. Wahlgang | 2. Wahlgang | 2. Wahlgang |
| Kandidaten               | Kandidaten            | Parteien                                        | Stimmen     | %           | Stimmen     | %           |
| ------------------------ | --------------------- | ----------------------------------------------- | ----------- | ----------- | ----------- | ----------- |
|                          | Pierre Meuringewählt  | RN – Rassemblement National                     | 31.366      | 48,7        | 35.144      | 57,6        |
|                          | Arnaud Bord           | UG – Nouveau Front populaire (Parti socialiste) | 17.639      | 27,4        | 25.832      | 42,4        |
|                          | Nadia El Okki         | ENS – Ensemble pour la République (Renaissance) | 10.538      | 16,4        |             |             |
|                          | Pierre Martin         | LR – Les Républicains                           | 3.930       | 6,1         |             |             |
|                          | Jérôme Garcia         | EXG – Lutte Ouvrière                            | 948         | 1,5         |             |             |
| Gesamt                   | Gesamt                | Gesamt                                          | 64.421      | 100         | 60.976      | 100         |
|                          |                       |                                                 |             |             |             |             |
| Leere Stimmzettel        | Leere Stimmzettel     | Leere Stimmzettel                               | 1.231       | 1,9         | 3.835       | 5,8         |
| Ungültige Stimmzettel    | Ungültige Stimmzettel | Ungültige Stimmzettel                           | 554         | 0,8         | 1.340       | 2,0         |
| Wähler                   | Wähler                | Wähler                                          | 66.206      | 69,7        | 66.151      | 69,6        |
| Wahlberechtigte          | Wahlberechtigte       | Wahlberechtigte                                 | 95.047      |             | 95.045      |             |
|                          |                       |                                                 |             |             |             |             |
| Quelle: Innenministerium |                       |                                                 |             |             |             |             |

## Weblink
- Les archives des résultats des élections en France. In: Ministere de l’Interieur. Abgerufen am 3. November 2023 (französisch).